# Duarte Guedes
Duarte Huet de Bacelar Pinto Guedes (Rio Grande do Sul, 19 de fevereiro de 1852 — Rio de Janeiro, 18 de fevereiro de 1919) foi um militar e político brasileiro.
Filho do engenheiro Vicente Huet de Bacelar Pinto Guedes e Mariana Xavier de Brito Huet de Bacelar, foi governador do estado do Pará, de 25 de março a 24 de junho de 1891, visto que encontrou levantes frente a seu governo, passando-o então para as mãos de Lauro Sodré.